# 教化 (唐兀人)
教化（?—?），唐兀昔里氏，元朝政治人物。元武宗时中书平章政事，昔里钤部孙，云南行省右丞爱鲁之子。
元世祖至元十七年（1280年），父爱鲁迁云南行省右丞，袭职为大名路达鲁花赤，兼新附军万户。至元二十三年（1286年），担任江淮行省右丞，转任江浙行省参知政事。大德三年（1299年），被江南行台弹劾受贿三万锭，元成宗下诏免问。大德十一年（1307年），元成宗驾崩，他和中书省右丞相哈剌哈孙一起拥立元武宗海山，拜任中书省平章政事。后来和脱虎脱同为尚书省管理财用。请赠其祖昔里钤部太师，谥贞献，加赠其父爱鲁太师，追封魏国公，改谥忠节。至大元年（1308年），加太子太保、太尉、平章军国重事、封魏国公。至大二年（1309年），江南行台弹劾他贪鄙，不宜授爵，于是被武宗夺官爵。